# William Lindberg
William Petter Lindberg, född 28 mars 1818 i Helsingör, död 13 januari 1877 i Stockholm, var en svensk fabrikör och riksdagsman.
Lindberg var verksam som industriidkare i Stockholm. Som politiker var han ledamot av riksdagens andra kammare.
Lindberg föddes i Helsingör där fadern var svensk konsul. Genom greve A. E. von Rosen fick den obemedlade gossen möjlighet att studera vid Teknologiska institutet och fick genom Otto Carlsunds förord anställning vid Morsings mekaniska verkstad i Nyköping, varefter han antogs till förste maskinist på det där (1836–1837) byggda ångfartyget "Norrland", vilket till en början ägdes av Carlsund. 
Sedan Lindberg några år varit verkmästare på Långholmsverkstaden vid Stockholm, fick han 1845 anställning vid stadens stora skeppsvarv vid Tegelviken på Södermalm. 1853 övertog han denna anläggning, som han utvidgade med en mekanisk verkstad. Utan att själv vara uppfinnare eller konstruktör ägde Lindberg ledaregenskaper och affärsförmåga. Varvet utvecklade sig under hans energiska ledning så att vid Lindbergs död (1877) stod den 138:e under hans tid där byggda ångbåten färdig och varvets årliga tillverkningsvärde uppgick till 1 200 000 kr i den tidens pengavärde. 
Alltifrån de nya kommunallagarnas tillkomst (1862) var Lindberg en av ledamöterna i huvudstadens stadsfullmäktige. Åren 1869–1872 var han ett av de i huvudstadens valkrets invalda ledamöterna i riksdagens andra kammare.
Han var från 1845 till sin död gift med Emilie Thavenius (1821–1901). Makarna är begravda på Norra begravningsplatsen utanför Stockholm.